# Thomas Coggins
Thomas Coggins (Ormskirk, 7 aprile 1879 – Genova, 19 gennaio 1950) è stato un calciatore, arbitro di calcio, allenatore di calcio e di hockey su prato inglese, di ruolo centrocampista.

## Biografia
Nato in Inghilterra, ma di origini irlandesi, si trasferì a Genova, dove giocò con le compagini cittadine più importanti, il Genoa e l'Andrea Doria.
Ritiratosi, rimase nell'ambiente calcistico allenando varie compagini e distinguendosi inoltre come pioniere dell'hockey su prato femminile.
Nel 1916, durante il primo conflitto mondiale, si arruolò come volontario, combattendo con le truppe britanniche di supporto all'esercito italiano sul Piave.
Dopo il conflitto tornò a Genova, sua città di adozione, dove morì il 19 gennaio 1950.

## Carriera

### Giocatore
Giunto in Italia nel 1910, giocò con le due principali squadre genovesi, il Genoa e l'Andrea Doria.
Con il club rossoblu giocò nella stagione 1910-1911, mentre quella successiva la disputò con l'Andrea Doria.

### Arbitro
Al termine della sua esperienza agonistica si iscrisse all'A.I.A., divenendo arbitro già a partire dalla stagione 1913-1914.

### Allenatore di calcio
Ritiratosi, passò ad occuparsi a tempio pieno del settore giovanile rossoblu, su richiesta di Ettore Leale, giocatore della selezione giovanile.
Durante il periodo nel quale guidò le giovanili del Genoa, gli è riconosciuto il merito di aver segnalato ai dirigenti del Grifone il giovane allenatore William Garbutt, il primo mister della storia del calcio italiano, ed avere scoperto giocatori del calibro di Augusto Bergamino.
Guidò la prima squadra dei Grifoni nella Coppa Federale 1915-1916 prima di arruolarsi come volontario nell'esercito britannico.
Dal 1921 fu anche tra i collaboratori della rivista sociale Genoa Club, pubblicazione mensile che il Genoa decise di pubblicare ad imitazione di altre società calcistiche.
Al termine del conflitto tornò alla guida delle giovanili rossoblu sino al 1925. In seguito divenne l'allenatore del Derthona nella stagione 1928-1929 in prima Divisione, ottenendo il quarto posto nel girone B. Nonostante la buona posizione di classifica, il club piemontese venne declassato in terza serie a causa della ristrutturazione dei campionati.
Nel 1937 tornò a sedersi su una panchina, quella dell'Andrea Doria in serie C, ottenendo il settimo posto.

### Allenatore di hockey su prato
Coggins è stato anche un pioniere dell'hockey su prato femminile. Infatti nel 1939, a Genova, riunì un gruppo di giocatrici per praticare questo sport anche in Italia. Alcune di queste ragazze furono assorbite dal GUF genovese, che un paio di anni dopo fondò la propria sezione di hockey su prato femminile.